# Lokale anesthetica
Lokale anesthetica zijn geneesmiddelen of farmaca die gebruikt worden om de zenuwgeleiding tijdelijk te blokkeren. Bij een lage dosis wordt de sensorische zenuwgeleiding uitgeschakeld, en bij een hogere dosis ook de motorische. Dit noemt men lokale anesthesie.

## Werkingsmechanisme
Algemeen hebben lokale anesthetica een membraanstabiliserend effect. Het effect wordt verkregen door het verminderen van de membraanpermeabiliteit voor ionen zoals natrium, kalium en calcium. Dit verhindert zodoende de geleiding van actiepotentialen.
De gevoeligheid van zenuwvezels voor lokale anesthetica is vooral afhankelijk van hun dikte en de aanwezigheid van een myelineschede. De blokkering van zenuwen gebeurt dan ook in de volgende volgorde: eerst vallen pijn-, koude- en warmtegevoel uit, gevolgd door de tastzin, de viscerale- of ingewandspijn en ten slotte de motoriek (het aansturen van de skeletspieren).

## Indicaties
Lokale anesthetica kennen een breed gamma aan indicaties. Zij kunnen als oppervlakte-anestheticum worden gebruikt om beschadigde huid of mucosa (slijmvlies) te verdoven. Infiltratief toegepast kunnen zij intradermaal en subcutaan alsook voor de verdoving van gewrichten en peesscheden worden gebruikt. Zij worden ook toegepast tijdens een epidurale of spinale anesthesie. Intraveneus worden zij onder plaatsing van een knelband gebruikt om een regionale anesthesie van een arm of een been te verkrijgen (verdoving volgens Bier).

## Preparaten
In het farmacotherapeutisch kompas staan onderstaande preparaten vermeld. Ze worden verdeeld in amiden, esters en overige preparaten.
- Amiden:
  - Articaïne (Ultracaïne®, Septanest®)
  - Bupivacaïne (Marcaine®)
  - Levobupivacaïne (Chirocaine®)
  - Lidocaïne (o.a. Xylocaine®)
  - Mepivacaïne (Scandicaine®, Scandonest®)
  - Prilocaïne (Citanest®)
  - Ropivacaïne (Naropin®)
- Esters worden tegenwoordig met name binnen de oogheelkunde gebruikt:
  - Oxybuprocaïne
  - Tetracaïne
- Overige middelen:
  - Pramocaïne wordt gebruikt in Nestosylcrème®.
  - Cinchocaïne (synoniem: dibucaïne) wordt gebruikt in Proctosedyl® (aambeienzalf).

Procaïne (Novocaïne) is in Nederland niet meer in de handel. In andere landen worden nog allerlei andere -caine preparaten toegepast. Lidocaïne-prilocaïnecrème (Emla®) is een mengsel van de twee genoemde middelen.